# 中華民國—維德角關係
中華民國與維德角共和國無正式外交關係，目前也沒有在對方首都互設具大使館功能的代表機構。對維德角的相關事務由駐葡萄牙臺北經濟文化中心兼轄。

### 外交

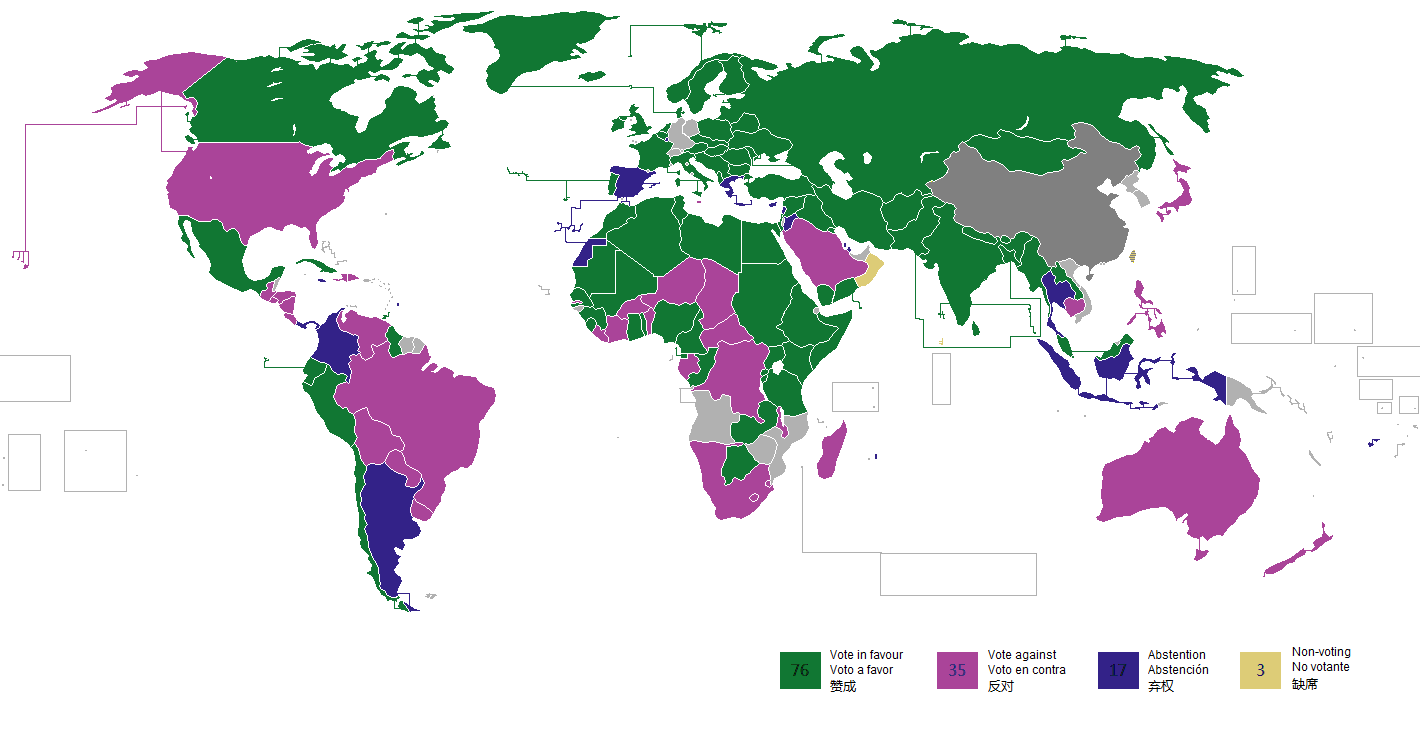
灰色國家表示非聯合國會員國，維德角當時尚未獨立，因此不能對中華民國續留聯合國一案參與投票，即《聯合國大會2758號決議》。

## 經濟

### 貿易
| 年分 | 貿易總額 | 貿易總額  | 貿易總額 | 出口至維德角 | 出口至維德角 | 出口至維德角 | 自維德角進口 | 自維德角進口 | 自維德角進口 | 順逆差  |
| 年分 | 金額     | 年增減    | 排名     | 金額         | 年增減       | 排名         | 金額         | 年增減       | 排名         | 順逆差  |
| ---- | -------- | --------- | -------- | ------------ | ------------ | ------------ | ------------ | ------------ | ------------ | ------- |
| 2017 | 90,424   | ▲4,405.4% | 219      | 63,875       | ▲3,922.4%    | 213          | 26,549       | ▲6,236.3%    | 205          | 順差▲   |
| 2018 | 187,225  | ▲107.1%   | 211      | 43,144       | ▼32.5%       | 215          | 144,081      | ▲442.7%      | 187          | 逆差 -- |
| 2019 | 41,761   | ▼77.7%    | 223      | 31,210       | ▼27.7%       | 217          | 10,551       | ▼92.7%       | 218          | 順差 -- |
| 2020 | 22,130   | ▼47.0%    | 223      | 21,895       | ▼29.8%       | 219          | 235          | ▼97.8%       | 230          | 順差▲   |
| 2021 | 55,881   | ▲152.5%   | 219      | 53,607       | ▲144.8%      | 214          | 2,274        | ▲867.7%      | 224          | 順差▲   |
| 2022 | 91,593   | ▲63.9%    | 215      | 88,523       | ▲65.1%       | 211          | 3,070        | ▲35.0%       | 216          | 順差▲   |
| 2023 | 35,459   | ▼61.3%    | 223      | 34,294       | ▼61.3%       | 218          | 1,165        | ▼62.1%       | 221          | 順差▼   |
| 2024 | 96,895   | ▲173.3%   | 216      | 96,784       | ▲182.2%      | 209          | 111          | ▼90.5%       | 237          | 順差▲   |

2023年的兩國貿易項目如下：
出口至維德角的項目為：新橡膠氣胎；其他机械零件；特殊物品，含出口未超過5萬新臺幣之小額報單與其他零星物品；釣魚竿、釣魚鈎與其他釣魚用具、撈魚網、捕蝶網與類似之网、鳥形引誘物與類似狩獵或射擊用品。
自維德角進口的項目為：特殊物品，含進口未超過5萬新臺幣之小額報單與其他零星物品。

### 組織
目前在維德角無臺商或臺僑組織，亦無臺灣的金融機構。

## 簽證

持中華民國護照的中華民國國民簽證要求分布圖：入境維德角可以落地簽證。

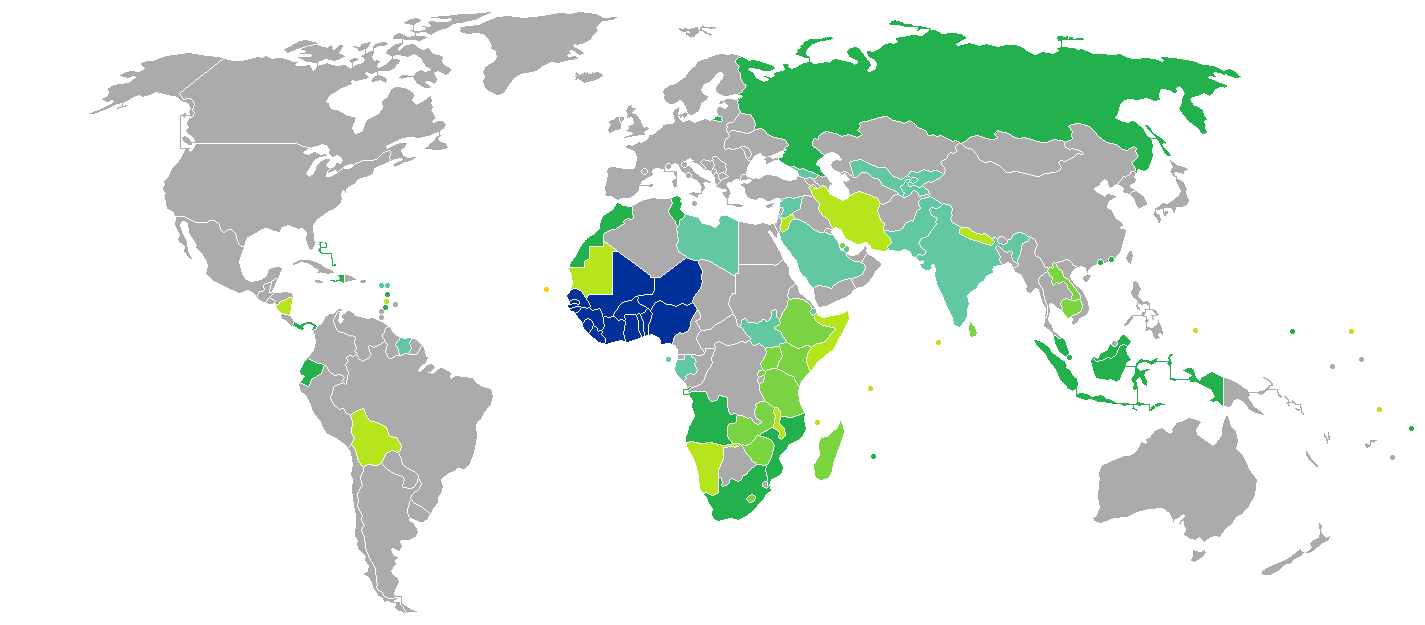
持維德角護照的維德角人口簽證要求分布圖：入境中華民國需要簽證。

兩國國民皆須申請簽證方可入境對方國家。持中華民國護照的中華民國國民可在維德角的國際機場辦理落地簽證入境，停留最多30天，在出發前5天須線上登記並付費。經維德角轉機，若持有第三國機票與所需文件，可免申請過境簽證，但須在機場轉機區等待。該國是霍亂及黃熱病疫區，入境須出示黃熱病疫苗接種證明。
持維德角護照的維德角國民抵台參加由中央政府機關主辦、協辦或贊助之國際會議、運動賽事、商展或其他活動，可以電子簽證入境中華民國，停留最多30天並不得延期。

## 交通

### 航空

#### 客運
兩國無直航班機，可經由（不計航點遠近，截至2023年6月26日）：
- 臺北→巴黎、羅馬、米蘭、慕尼黑、法蘭克福、阿姆斯特丹、維也納（*季節性包機飛維德角）、布拉格*（2023年7月18日開航臺北），再轉機前往維德角的國際機場。

### 駕車
持有中華民國國際駕駛執照可在維德角駕車不超過180天，否則須申辦維德角駕駛執照。

## 外部連結
- 中華民國外交部－維德角共和國簡介 （页面存档备份，存于）
- 駐葡萄牙台北經濟文化中心
- 外交部領事事務局－國外旅遊警示分級表
- 中華民國衛生福利部－國際旅遊疫情建議等級
- 中華民國國際經濟合作協會 （页面存档备份，存于）